# Heinrich Bleichrodt
Heinrich Bleichrodt (Berga, 1909. október 21.–München, 1977. január 9.) német tengeralattjáró-kapitány, aki a tizennegyedik legeredményesebb búvárhajó-kapitány volt a második világháborúban.

## Élete
Heinrich Bleichrodt már fiatal korában érdeklődött a hajók iránt; húszévesen már vitorlás hajókon szolgált matrózként, köztük a híres Flying P-line megmaradt hajóin. 1931-ben szerezte meg másodkapitányi igazolványát Hamburgban. A haditengerészet soraiba egy felhívás révén néhány másik tapasztalt kereskedelmihajós-tiszttel, például Günther Priennel lépett be.
1937-ben léptették elő hadnaggyá, ekkor került őrszolgálatos tisztnek a Gorch Fock iskolahajó fedélzetére. 
Ezután 1939-ig a felszíni flottánál szolgált, majd korvettkapitányi rangban belépett a tengeralattjáró-flottába. Először mint őrtiszt került az U-34 tengeralattjáróra, amelynek Walter Rollmann volt a parancsnok. Egy bevetésen vett ezzel a naszáddal. 

### AzU–48-on
1940-ben áthelyezték a VIIB osztályú U–48-ra mint 1WO (Erste Wachoffizier - első őrtiszt). A naszád felett ekkor Rudolf Rösing parancsolt. Bleichrodtt két bevetést teljesített mint őrtiszt, ezután 1940 szeptemberében átvette a tengeralattjáró parancsnokságát. Első útja során 51 862 BRT-nyi hajóteret süllyesztett el. A sikereiért Lorientba visszatértekor megkapta az Első Osztályú Vaskeresztet. A következő bevetés során 42000 tonnányi hajóteret süllyesztett el. Október 24-én Dönitz kitüntette a Vaskereszt Lovagkeresztjével. Még első útja során - 1940. szeptember 18-án - süllyesztette el a City of Benares nevű óceánjárót, amelyen sok angol gyerek utazott, akit a brit kormány evakuált a német légitámadások elől.
Bleichrodt teljesítményével hozzájárult, hogy az U-48 legyen a második világháború legeredményesebb tengeralattjárója, amelynek fedélzetén olyan tisztek szolgáltak kapitányként, mint Herbert Schultze, Rudolf Rösing, illetve őrtisztként Otto Ites vagy Reinhardt Suhren.

### AzU-109
Bleichordtot 1941 elején egy IXC osztályú naszádra helyezték, az U-67-re: ezzel a naszáddal egy eredménytelen bevetést teljesített. Ezután kapta meg kinevezését a IXB osztályú U 109-re. Három eredménytelen út után 1941 decemberében Észak-Amerika keleti partjánál 34 000 BRT hajóteret süllyesztett el. A következő két bevetés során 54 126 BRT hajóteret süllyesztett el az U-109. Bleichrodt 1942. szeptember 23-án kapta kézhez azt a rádióüzenetet, amelyben Dönitz tudatta, hogy megkapta a Vaskereszt Lovagkeresztjéhez a Tölgyfalombokat is. Bleichrodt ekkor már azonban nem érezte inspirálónak a kitüntetést, gyakran volt rosszkedvű, amely utolsó bevetésén az U-109-cel mély depresszióba fordult át. A tengeralattjáró hetedik bevetése is sikertelen volt. Bleichrodt a sikertelenség miatt gyakran kiabált a személyzettel, vagy napokig elő sem jött fekhelyéből. A helyzet akkor fordult válságosra, amikor önhatalmúlag haza akart térni Lorient-be. A visszatérés után csak a tekintélye mentette meg attól, hogy viselkedése miatt kivégzőosztag elé állítsák.

### Flottillaparancsnokként
Dönitz személyes közbenjárására egy szanatóriumban kezelték Bleichrodtot pár hónapig, majd Wolfgang Lüth helyettese lett a 22. Tengeralattjáró Flottillánál Flensburgban, majd Lüth áthelyezését követően, 1944 nyarán átvette a flottilla parancsnokságát, itt érte a háború vége: 1945 májusában a bevonuló angol csapatoknak átadta a tengeralattjárókat.

## Összegzés
| Hajója | Parancsnoki szolgálata                   | Őrjáratok száma | Őrjáratok hossza (nap) | Eltalált hajók száma | Eltalált hajók vízkiszorítása (brt) |
| ------ | ---------------------------------------- | --------------- | ---------------------- | -------------------- | ----------------------------------- |
| U–48   | 1940. szeptember 4. – 1940. december 16. | 2               | 41                     | 20                   | 81 344                              |
| U–67   | 1941. január 22. – 1941. június 4.       | 0               | 0                      | 0                    | 0                                   |
| U–109  | 1941. június 5. – 1943. január 31.       | 6               | 364                    | 12                   | 82 660                              |
|        | Összesen                                 | 8               | 405                    | 24                   | 164 004                             |

## Elsüllyesztett és megrongált hajók
| Búvárhajó | Nap                  | Hajó             | Nemzetisége        | Vízkiszorítása (brt) |
| --------- | -------------------- | ---------------- | ------------------ | -------------------- |
| U–48      | 1940. szeptember 15. | HMS Dundee**     | Egyesült Királyság | 1060                 |
| U–48      | 1940. szeptember 15. | Alexandros       | Görögország        | 4343                 |
| U–48      | 1940. szeptember 15. | Empire Volunteer | Egyesült Királyság | 5319                 |
| U–48      | 1940. szeptember 18. | City of Benares  | Egyesült Királyság | 11 081               |
| U–48      | 1940. szeptember 18. | Marina           | Egyesült Királyság | 5088                 |
| U–48      | 1940. szeptember 18. | Magdalena        | Egyesült Királyság | 3118                 |
| U–48      | 1940. szeptember 21. | Blairangus       | Egyesült Királyság | 4409                 |
| U–48      | 1940. szeptember 21. | Broompark*       | Egyesült Királyság | 5136                 |
| U–48      | 1940. október 11.    | Brandanger       | Norvégia           | 4624                 |
| U–48      | 1940. október 11.    | Port Gisborne    | Egyesült Királyság | 8390                 |
| U–48      | 1940. október 12.    | Davanger         | Norvégia           | 7102                 |
| U–48      | 1940. október 17.    | Languedoc        | Egyesült Királyság | 9512                 |
| U–48      | 1940. október 17.    | Scoresby         | Egyesült Királyság | 3843                 |
| U–48      | 1940. október 18.    | Sandsend         | Egyesült Királyság | 3612                 |
| U–48      | 1940. október 20.    | Shirak           | Egyesült Királyság | 6023                 |
| U–48      | 1942. január 23.     | Thirlby          | Egyesült Királyság | 4887                 |
| U–48      | 1942. február 1.     | Tacoma Star      | Egyesült Királyság | 7924                 |
| U–48      | 1942. február 5.     | Montrolite       | Kanada             | 11 309               |
| U–48      | 1942. február 6.     | Halcyon          | Panama             | 3531                 |
| U–48      | 1942. április 20.    | Harpagon         | Egyesült Királyság | 5719                 |
| U–48      | 1942. május 1.       | La Paz*          | Egyesült Királyság | 6548                 |
| U–48      | 1942. május 3.       | Laertes          | Hollandia          | 5825                 |
| U–48      | 1942. augusztus 7.   | Arthur W. Sewall | Norvégia           | 6030                 |
| U–48      | 1942. augusztus 11.  | Vimeira          | Egyesült Királyság | 5728                 |
| U–48      | 1942. szeptember 3.  | Ocean Might      | Egyesült Királyság | 7173                 |
| U–48      | 1942. szeptember 6.  | Tuscan Star      | Egyesült Királyság | 11 449               |
| U–48      | 1942. szeptember 17. | peterton         | Egyesült Királyság | 5221                 |

* A hajó nem süllyedt el, csak megrongálódott

** Hadihajó

## A háború után
A City of Benares elsüllyesztése miatt háborús bűncselekmény elkövetésének gyanújával perbe fogták. A vád az volt ellene, hogy titkos parancsa volt a hajó elsüllyesztésére, mivel a hajón többek között zsidó családok gyerekeit szállították Amerikába. A képtelennek látszó vádat egy alig beszámítható matróz tudta csak igazolni. A vádat végül ejtették Bleichrodt ellen.

### Magánélete
1937-ben házasodott meg. Egy fia született 1938-ban: Wolf Heinrich, aki mindkét szülő foglalkozásával kapcsolatba került: a fegyveres erőknél a haditengerészet soraiban szolgált, majd anyjához hasonlóan nőgyógyász lett. Bleichrodt a háború után közvetlenül Münchenbe költözött családjával, ahol egy lakatosüzemet működtetett haláláig.